# Carl Hanniwell
Carl David Hanniwell (28 mai 1903-22 avril 1969) est un homme politique canadien de l'Ontario. Il est député provincial progressiste-conservateur de Niagara Falls de 1934 à 1943 et de 1945 à 1948,,.

## Biographie
Né à St. David's en Ontario, Carl Hanniwell sert comme conseiller de Niagara Falls. Maire de cette ville de 1938 jusqu'en 1939. Élu en 1945, il siège jusqu'en 1948,. Plus tard, il siège au conseil d'administration d'Ontario Hydro au poste de vice-président.